# Vízvári György
Vízvári György, (született: Vadler György) (Budapest, 1928. december 19. – Budapest, 2004. július 30.) olimpiai bajnok magyar vízilabdázó.

## Sportpályafutása
Négyszer országos magyar bajnokcsapat tagja. 1949 és 1957 között 25 alkalommal volt válogatott. 1951-ben Berlinben főiskolai világbajnok volt.
Legnagyobb sportolói eredményei az 1952. évi nyári olimpiai játékokon és az 1954-es torinói Európa-bajnokságon elért aranyérmei.
1960-ban a Sportvezető és Edzőképző Intézetben edzői oklevelet szerzett.
Sportvezetőként is tevékenykedett: 1980-ban az Újpesti Dózsa vízilabda szakosztályának vezetője lett.
Elvégezte a Rendőrtiszti Főiskolát. Sportolói karrierjét követően ezredesként, a Budapesti Rendőr-főkapitányság raktárának parancsnokaként vonult nyugalomba.

## Családja
Fia, Vízvári György rendőr alezredes, rendőrségi főtanácsos, főosztályvezető, korábban a BRFK dunai folyamrendészetének vezetője.

## Emlékezete
2005 óta minden évben megrendezik a Vízvári György Országos Serdülő Kupát.

## Díjai, elismerései
- A Magyar Népköztársaság kiváló sportolója (1951)[2]
- A Magyar Népköztársaság Érdemes Sportolója (1955)[3]